# 48 timer
48 timer (originaltitel: 48 Hrs.) er en amerikansk actionkomedie-film fra 1982 instrueret af Walter Hill, der sammen med Larry Gross, Steven E. de Souza og Roger Spottiswoode også skrev filmens manuskript. I filmens hovedroller er Nick Nolte og Eddie Murphy. Nolte spiller en politibetjent og Murphy en kriminel, der sammen skal finde to hårdkogte kriminelle. Titlen refererer til. at parret kun har 48 timer til at løse deres opgave. Det er Eddie Murphys debut som skuespiller.
Filmen blev udgivet af Paramount Pictures den 8. december 1982 og blev en af de kommercielt mest succesfulde film i 1980'erne,  og modtog generelt positive anmeldelser. Filmen grundlagde Murphys skuespilkarriere og indbragte ham en nominering ved Golden Globe Awards for "New Star of the Year – Actor".
Filmen fik i 1990 en opfølger Nye 48 timer også instrueret af Walter Hill og med Nolte og Murphy i de samme roller.

## Medvirkende
- Nick Nolte som San Francisco Police Inspector Jack Cates
- Eddie Murphy som Reggie Hammond
- Annette O'Toole som Elaine Marshall
- Frank McRae som Captain Haden
- James Remar som Albert Ganz
- David Patrick Kelly som Luther Kelly
- Sonny Landham som Billy Bear
- Brion James som Inspector Ben Kehoe
- Kerry Sherman som Rosalie
- Jonathan Banks som Detective Algren
- James Keane som Detective Van Zant
- Tara King som Frizzy
- Greta Blackburn som Lisa
- Margot Rose som Casey
- Denise Crosby som Sally
- Olivia Brown som Candy
- Jack Thibeau som Detective Lloyd
- Clare Nono som Ruth
- Sandy Martin som Officer Kramer
- Chris Mulkey som Officer Bellis
- John Hauk som Henry Wong
- Peter Jason som Bartender på Torchy's
- John Dennis Johnston som Torchy's støtte
- Ola Ray som danser på Torchy's